# Сражение под Ворсмой
Сраже́ние под Во́рсмой — сражение, происшедшее около села Ворсмы (ныне город) 10 декабря 1608 года между отрядами Лжедмитрия II, состоявшими из польско-литовской шляхты и примкнувших к ним местных повстанцев, с одной стороны и правительственными войсками и нижегородским ополчением, с другой стороны.
В «смутное время» павловские и ворсменские крестьяне, ремесленники, стрельцы, проживающие окрест мордва и черемисы примкнули к отрядам Лжедмитрия II, создав свои формирования. Против них из Нижнего Новгорода были выдвинуты правительственные войска и нижегородское ополчение. 10 декабря 1608 года под Ворсмой произошло ожесточённое сражение. Отряды Лжедмитрия II были разгромлены, Ворсма разграблена и сожжена. Отступившие отряды мятежников были разгромлены на подступах к селу Павлово.